# OII Europe
 (mars 2022).
OII Europe (Organisation Intersex International Europe) représente l'organisation faîtière des organisations intersexes européennes basées sur les droits de l'homme. Il s'agit d'une organisation non gouvernementale (ONG) qui œuvre pour la protection et la pleine mise en œuvre des droits de l'homme des personnes intersexes en Europe.

## Histoire
OII Europe a été fondée lors de la Journée des droits de l'homme (10 décembre) lors du deuxième Forum intersexe à Stockholm en 2012 en tant que réseau de plusieurs ONG nationales intersexes et d'activistes intersexes. Le réseau a immédiatement commencé à proposer des formations et de l'information aux décideurs politiques, aux ONG et au grand public. Par ailleurs, elle offre un avis d'expert sur les violations des droits de l'homme touchant à l'intersexuation, auprès d'institutions telles que l'Union européenne et les Nations unies, et sur la situation de vie des personnes intersexes et les violations des droits de l'homme auxquelles elles sont confrontées,,.
En 2015, trois ans plus tard, OII Europe a été enregistrée en tant qu'ONG à but non lucratif basée en Allemagne. La même année, comme d'autres organisations intersexes du monde entier, elle a reçu son premier financement par le biais du Fonds pour les Droits Humains Intersexes.
En 2019, OII Europe a publié son premier plan stratégique de l'organisation pour les années 2019-2022.

## Travail actuel
OII Europe base son travail sur la déclaration de Malte, formulée lors du 3e Forum international intersexué 2013. Ses principaux buts sont de plaider en faveur des droits intersexes, d'encourager et mener des recherches sur les problèmes rencontrés par les personnes intersexes, de soutenir les mouvements intersexes au niveau national et de promouvoir les collaborations à l'échelle internationale. OII-Europe compte plus de vingt organisations membres, dont presque toutes les organisations intersexes existant en Europe. Elle travaille également à un niveau plus local avec des particuliers et des initiatives émergentes en Europe et en Asie centrale.
Les principaux objectifs de l'organisation comprennent le respect ainsi que la pleine mise en œuvre des droits de l'homme, le respect de l'intégrité corporelle, l'autodétermination des personnes intersexes, l'interdiction légale des traitements médicaux et psychologiques non consensuels, la promotion de la conscience de soi, la visibilité et la reconnaissance des personnes intersexes, une protection complète contre les discriminations et contre l'adoption de «caractéristiques sexuelles» comme motif de protection, et enfin, l'éducation de la société sur les questions intersexes dans une perspective de droits humains.
OII Europe travaille et plaide avec des institutions de l'UE, le Conseil de l'Europe ainsi qu'une série de gouvernements nationaux pour atteindre ces objectifs. L'organisation a publié plusieurs boîtes à outils et documents importants qui présentent les questions intersexes aux alliés, aux législateurs et aux décideurs, ainsi qu'une réalisée particulièrement pour les parents d'enfants intersexes. De nombreuses publications ont été traduites et sont disponibles dans plusieurs langues européennes, permettant ainsi de visibiliser leurs actions au-delà de la barrière linguistique. L'organisation fournit également deux listes de ressources mises à jour régulièrement, et qui comprennent des liens vers d'importants documents relatifs à l'intersexuation du point de vue des droits de l'homme,.
Un autre domaine de travail de cette organisation s'incarne dans l'OII Europe Community Event & Conference, l'une des mesures clés de l'organisation pour favoriser la croissance et la visibilité du mouvement intersexe européen.

## Conférence et événement communautaire OII Europe
Depuis 2017, OII Europe organise cet événement annuel sous la forme d'activités et de conférences pour les personnes intersexes et leurs familles. L'événement permet de renforcer plusieurs capacités importantes, par exemple le plaidoyer, le bien-être, le travail médiatique et offre également un espace d'échange. La conférence est publique et vise ainsi à encourager la sensibilisation à l'intersexuation dans le pays hôte - ce dernier changeant à chaque édition. L'événement et la conférence sont organisés avec un hôte local.
1. Vienne, 30.-31.3.2017 (hôte local : VIMÖ), 28 personnes intersexes de 16 états membres du Conseil de l'Europe; les participants ont rédigé la Déclaration de Vienne[12].
2. Copenhague, 8.-10.2.2018 (hôte local: Intersex Danmark, Copenhagen Pride ), 50 participants, de 25 pays différents représentant toutes les régions du Conseil de l'Europe; les participants ont créé la vidéo My Intersex Story [13]
3. Zagreb, 25.-29.9.20219 (hôte local: TransAid) [14]

## Carte des bonnes pratiques OII Europe
OII Europe a lancé le 13 mai 2019 la première de ses cartes de bonnes pratiques lors du Forum de la Journée Internationale de lutte contre l' Homophobie, la Transphobie et la Biphobie à Oslo. La carte est une compilation d'exemples de bonnes pratiques de certains pays européens, et inclut des exemples d'opportunités manquées et des droits attaqués pour les personnes intersexes.

## Sites Internet
L'organisation dispose de deux sites Internet : oiieurope.org et intervisibility.eu. Le premier est le site web principal de l'organisation, qui fournit des actualités, des informations, des ressources comme des boîtes à outils et d'autres ressources vidéo et textuelles. intervisibility.eu est quant à lui un site où les personnes intersexes de toute la région du Conseil de l'Europe peuvent trouver des informations sur qui sont les personnes intersexes, les expériences auxquelles elles sont confrontées et ce qu'est OII Europe. Ce site sert également de plateforme pour des contributions de personnes intersexes et des militants de toute l'Europe, réparties sur les sous-sites linguistiques respectifs.

## Publications
- Défendre les droits humains des personnes intersexes - comment pouvez-vous aider ?[17] : publiée en 2016 en coopération avec ILGA-Europe, cette boîte à outils répond aux questions sur ce que c'est que d'être une personne intersexe en Europe aujourd'hui, et comment les alliés peuvent aider le mouvement intersexe. Cette ressources est disponible en plusieurs langues européennes.
- Protéger les personnes intersexes en Europe : une boîte à outils pour les législateurs et les décideurs. Avec annexe numérique et liste de contrôle [18] : publiée en 2019, cette boîte à outils s'adresse aux législateurs et aux décideurs. Elle décrit les aspects de la vie parmi lesquels les personnes intersexes sont les plus vulnérables sur la base de leurs caractéristiques sexuelles et fournit des conseils détaillés sur ce qu'il faut faire pour minimiser ou éliminer ces violations.
- Soutenir votre enfant intersexué[19] : publiée en 2018 en coopération avec IGLYO et l'EPA, cette boîte à outils s'adresse quant à elle aux parents d'enfants intersexes et donne des suggestions sur la meilleure façon de soutenir un enfant intersexe.
- #MyIntersexStory - Témoignages personnels de personnes intersexes vivant en Europe[20] : ce livre comprend quinze témoignages de personnes intersexes et de leurs familles, avec des illustrations d'Ins A Kromminga ainsi qu'un texte de l'intellectuel intersexe et professeur de sociologie Janik Bastien Charlebois « Selon nos propres termes et nos propres mots » : la valeur des comptes rendus à la première personne de l'expérience intersexe ». La brochure a été publiée le 8 novembre 2019, jour de la Journée internationale de solidarité intersexe (en).

En plus de ces ressources, l'organisation fournit également un dépliant dans plus de dix langues différentes, ainsi que deux listes de ressources détaillées avec des liens vers les recommandations de pays des Nations unies sur l'intersexuation et d'autres documents intersexes relatifs aux droits de l'homme,,.

## Voir également
- Intersexuation
- Droits des personnes intersexes
- Organisation internationale des intersexes